# Néofolk
Genres dérivés
Martial industrial

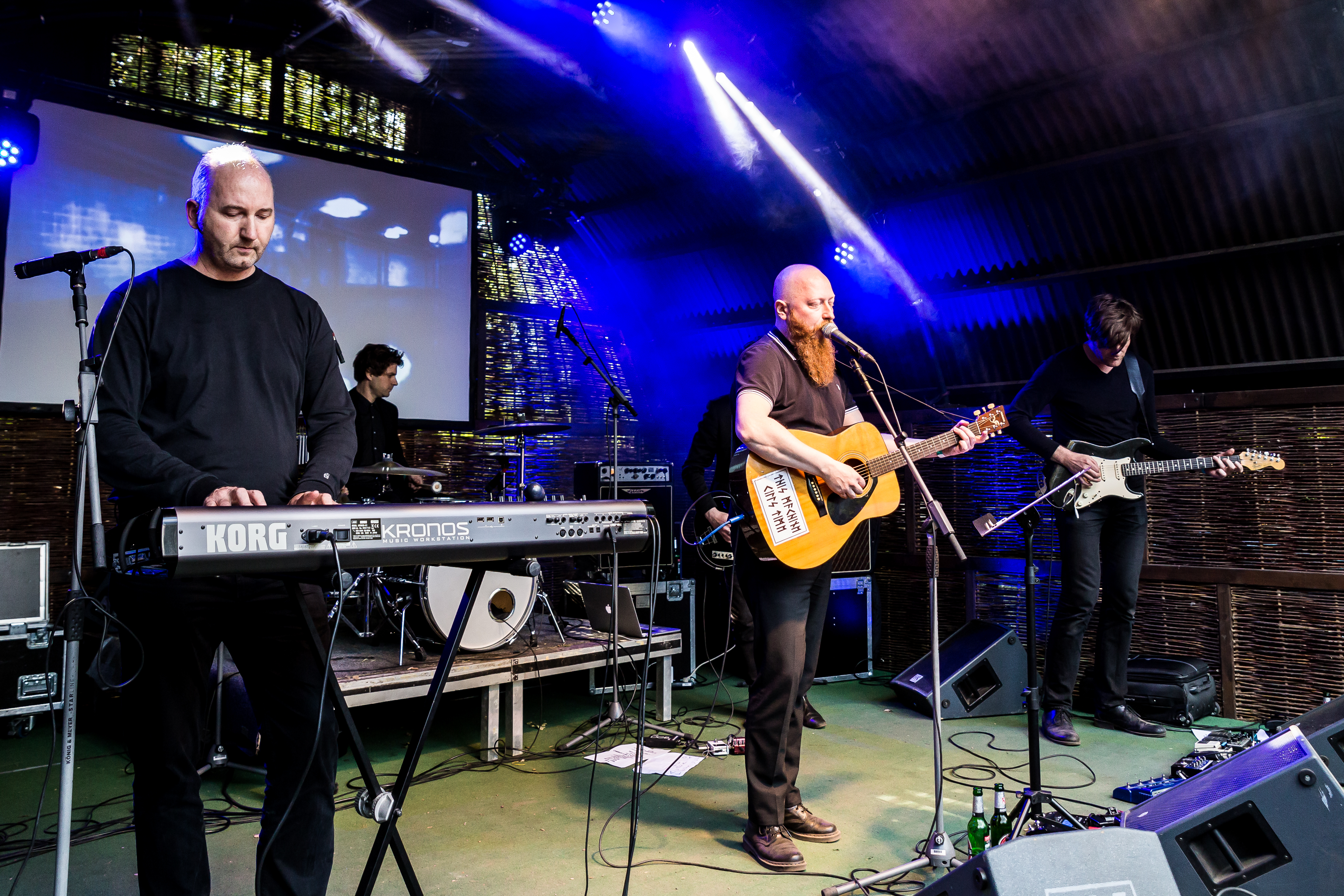
Of The Wand And The Moon.

Le néofolk, ou folk noir, est un genre musical post-industriel résultant de la tentative syncrétique de certaines personnalités issues de la scène industrielle de créer une nouvelle musique folk européenne.

## Histoire
Alors que dans les années 1980 certains projets industriels[Lesquels ?] entament une radicalisation de leur son, d'autres tirant leurs origines du post-punk ou de la cold wave opéraient un retour aux sources de la musique folk des années 1960 et 1970 (Scott Walker, Leonard Cohen, et Lee Hazlewood). Death in June et Current 93 sont historiquement les premiers, suivis par Sixth Comm, Sol Invictus et The Revolutionary Army of the Infant Jesus. Guitares sèches, déclamations lancinantes et rythmes martiaux sont caractéristiques du néofolk. Une école plus « douce », au style proche du folk classique, dans un esprit moins violent et proche de la nature, existe aussi, parfois surnommée « Wandervogel » (du nom des Wandervogel allemands du début du XXe siècle). Les labels les plus connus sont World Serpent, New European Recordings, Tursa, Hau Ruck!, Eis & Licht, et Cold Meat Industry.
Le message des groupes néofolk se développe généralement autour de l'Europe et de sa culture, de son histoire violente, dans un mélange de nostalgie, de reproche et de mise en garde apocalyptique. Les thèmes paganistes, romantiques et occultes sont également prégnants. Cette scène est proche parente du néo-classique, de la musique martiale et de certains groupes de power noise qui s'intéressent à des thématiques similaires.

## Termes et styles liés

### Apocalyptic folk
Le terme d'apocalyptic folk est lié au néofolk et utilisé pour la première fois par David Tibet pour décrire la musique de son groupe Current 93 à la fin des années 1980 et début des années 1990. Initialement, Tibet ne voulait faire aucune liaison avec le genre musique folk.

### Martial industrial
Le martial industrial, ou military pop, est un genre partageant de nombreux points communs avec le néofolk et qui s'en est développé.

## Groupes représentatifs
- Agalloch
- Amber Asylum
- Andrea Haugen
- Angels of Light
- Arditi
- Argine
- Ataraxia[5]
- Belborn[6]
- Blood Axis
- Camerata Mediolanense
- Changes[7]
- Chelsea Wolfe
- Coil
- Cult of Youth
- Current 93
- Darkwood
- Death in June[8]
- Der Blutharsch
- Dernière Volonté
- Deutsch Nepal
- Emily Jane White[9]
- Empyrium
- Faun[10]
- Fejd
- Fire + Ice
- Forseti[11]
- H.E.R.R.
- Harvest Rain[12]
- Heilung
- Horse Feathers
- Juana Molina
- Kentin Jivek
- King dude
- Kirlian Camera[13]
- Laibach
- Lisieux
- Love Is Colder Than Death[14]
- Mizar
- Murzik
- Nævus
- Nature and Organisation
- Narsilion[15]
- Nest[16]
- Neun Welten
- Of the Wand & the Moon[17]
- Ofdrykkja
- Omnia
- Oniric[18]
- Opium Dream Estate[19]
- Ordo Rosarius Equilibrio[20]
- Orplid[10]
- Ostara
- Qntal[21]
- Rome[22]
- Sorrow[13]
- Scivias
- Sharon Knight[23]
- Sol Invictus[24]
- Sonne Hagal[25]
- Strength Through Joy
- Sturmpercht
- Spiritual Front[26]
- Swans
- Tenhi[27]
- The Enchanted Wood
- The Moon and the Nightspirit
- The Moon Lay Hidden Beneath a Cloud[28]
- The Winding Stair
- Third Eye Foundation
- Unto Ashes
- Triarii
- Von Thronstahl
- Werkraum
- Wovenhand